# The 20/20 Experience
The 20/20 Experience – trzeci solowy album studyjny amerykańskiego piosenkarza i aktora, Justina Timberlake'a, wydany w marcu 2013 roku.
W Polsce album uzyskał certyfikat dwukrotnie platynowej płyty.

## Lista utworów
| #  | Tytuł                   | Producent                                         | Czas |
| -- | ----------------------- | ------------------------------------------------- | ---- |
| 1  | "Pusher Love Girl"      | Timberlake, Timbaland, Jerome Harmon              | 8:02 |
| 2  | "Suit & Tie"            | Timberlake, Timbaland, Harmon                     | 5:26 |
| 3  | "Don't Hold the Wall"   | Timberlake, Timbaland, Harmon                     | 7:10 |
| 4  | "Strawberry Bubblegum"  | Timberlake, Timbaland, Harmon                     | 7:59 |
| 5  | "Tunnel Vision"         | Timberlake, Timbaland, Harmon                     | 6:46 |
| 6  | "Spaceship Coupe"       | Timberlake, Timbaland, Harmon                     | 7:17 |
| 7  | "That Girl"             | Timberlake, Timbaland, Harmon, The Tennessee Kids | 4:47 |
| 8  | "Let the Groove Get In" | Timberlake, Timbaland, Harmon                     | 7:11 |
| 9  | "Mirrors"               | Timberlake, Timbaland, Harmon                     | 8:05 |
| 10 | "Blue Ocean Floor"      | Timberlake, Timbaland, Harmon                     | 7:19 |